# ورزشگاه ها د ئی-آرنا
ها دِ ئی-آرنا، (به آلمانی: HDI-Arena) (نامهای قدیمی: نیدرزاکسن اشتادیون - آ وِ دِ-آرنا)، ورزشگاهی واقع در هانوفرِ آلمان است. این ورزشگاه، ورزشگاه رسمی باشگاه هانوفر ۹۶ است و نزدیک پنجاه هزار نفر ظرفیت دارد.

## تاریخچه
این ورزشگاه در سال ۱۹۵۴ با نام نیدرزاکسن‌اشتادیون ساخته شد و بیش از ۸۰ هزار نفر ظرفیت داشت. برای ساخت آن از خرابه‌های خانه‌های مخروب هانوفر (در اثر جنگ جهانی دوم) استفاده شد. از آن تاریخ به بعد این ورزشگاه چندبار بازسازی شده‌است. در آخرین بازسازی، برای جام جهانی ۲۰۰۶ بخش‌های اصلی ورزشگاه تغییر یافتند و ظرفیت‌اش به زیر پنجاه هزار نفر رسید.

### جام جهانی ۲۰۰۶
این ورزشگاه یکی از ورزشگاههای میزبان جام جهانی ۲۰۰۶ بود و طبق قراردادها در طول این بازی‌ها «ورزشگاه جام جهانی فیفا، هانوفر» نام داشت.
چهار بازی گروهی (یک بازی از هر گروه یک، چهار، پنج، هفت) در آن برگزار شد. از جمله بازی بین مکزیک و آنگولا که صفر-صفر خاتمه یافت. بازی فرانسه و اسپانیا در مرحلهٔ یک‌هشتم نهایی که با پیروزی ۳–۱ فرانسه خاتمه یافت، نیز در این ورزشگاه برگزار شده‌است.

## نگارخانه

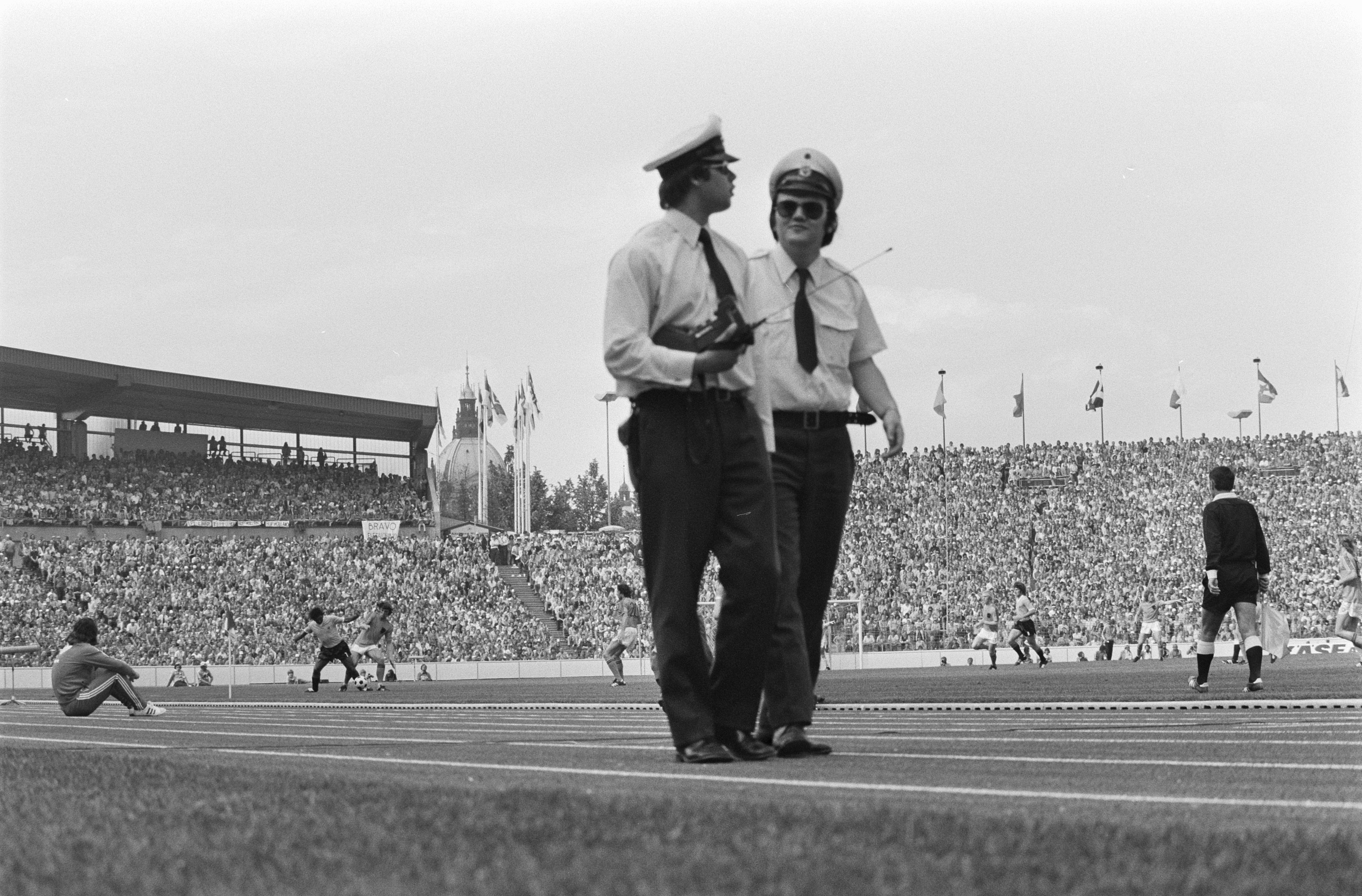
۱۹۷۴
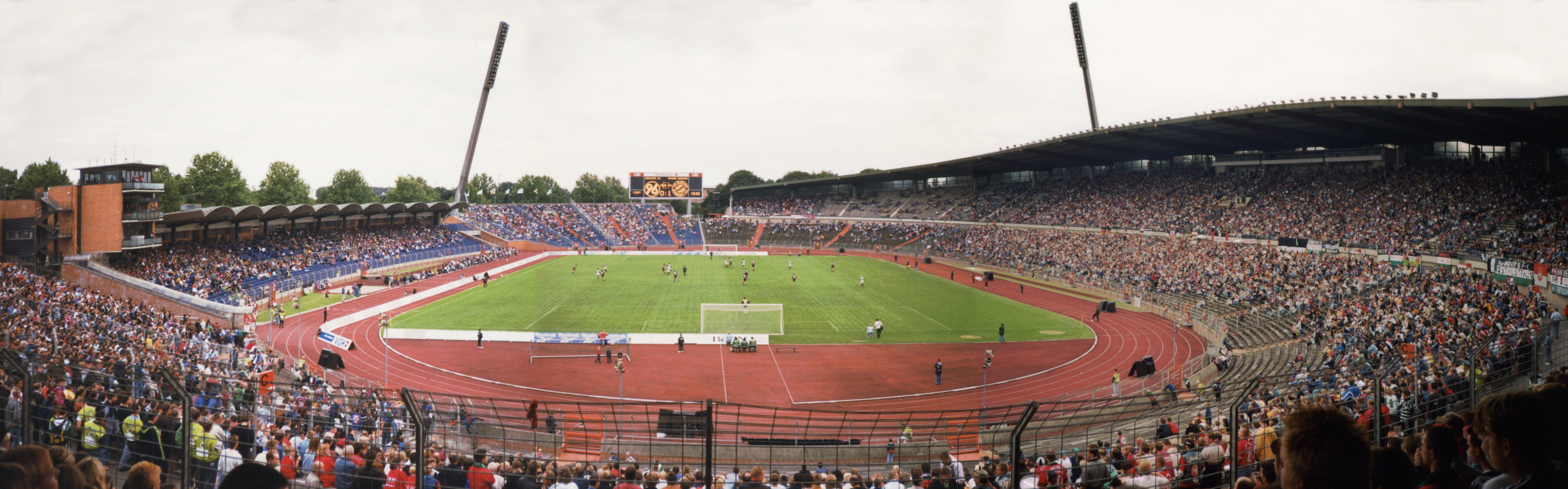
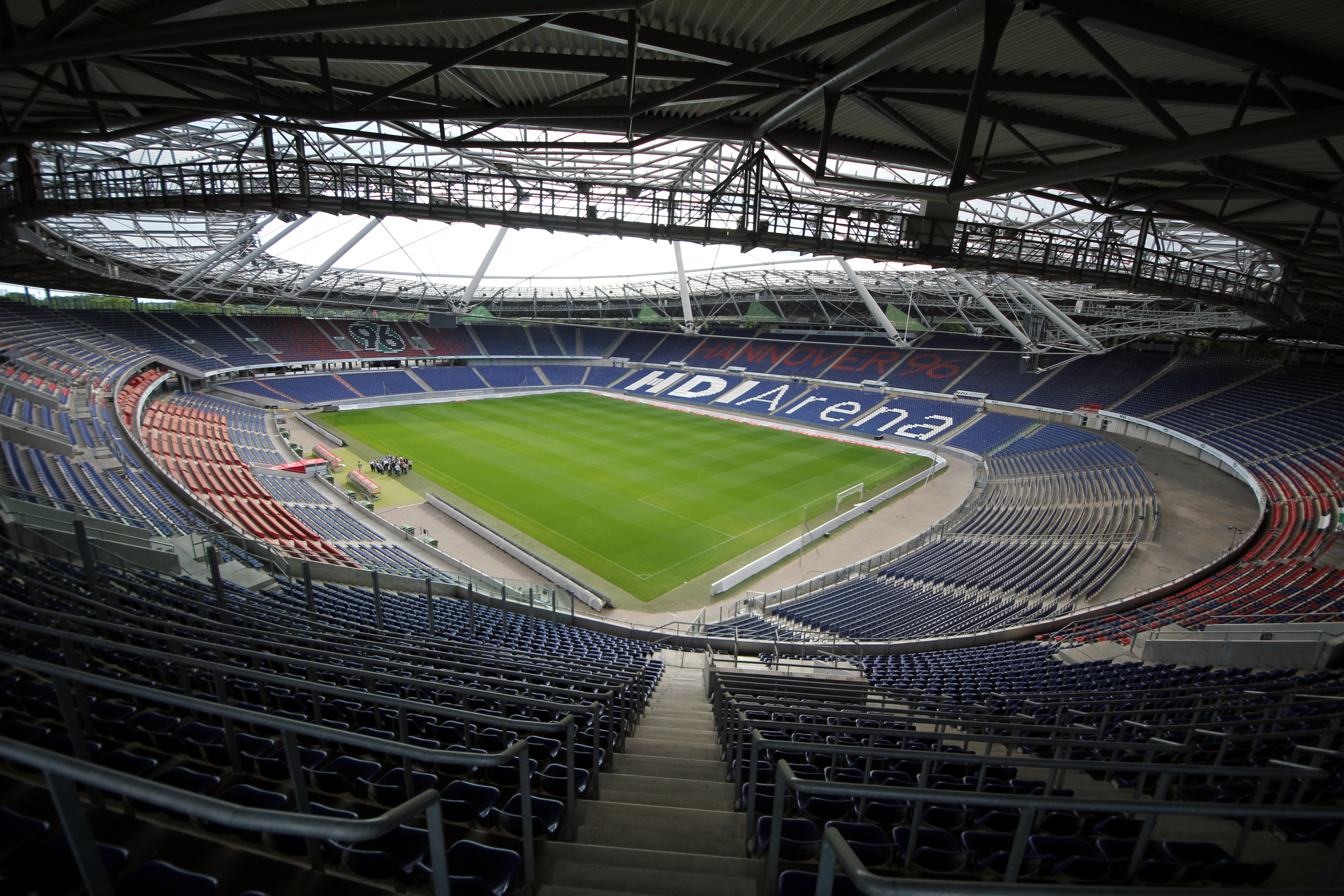
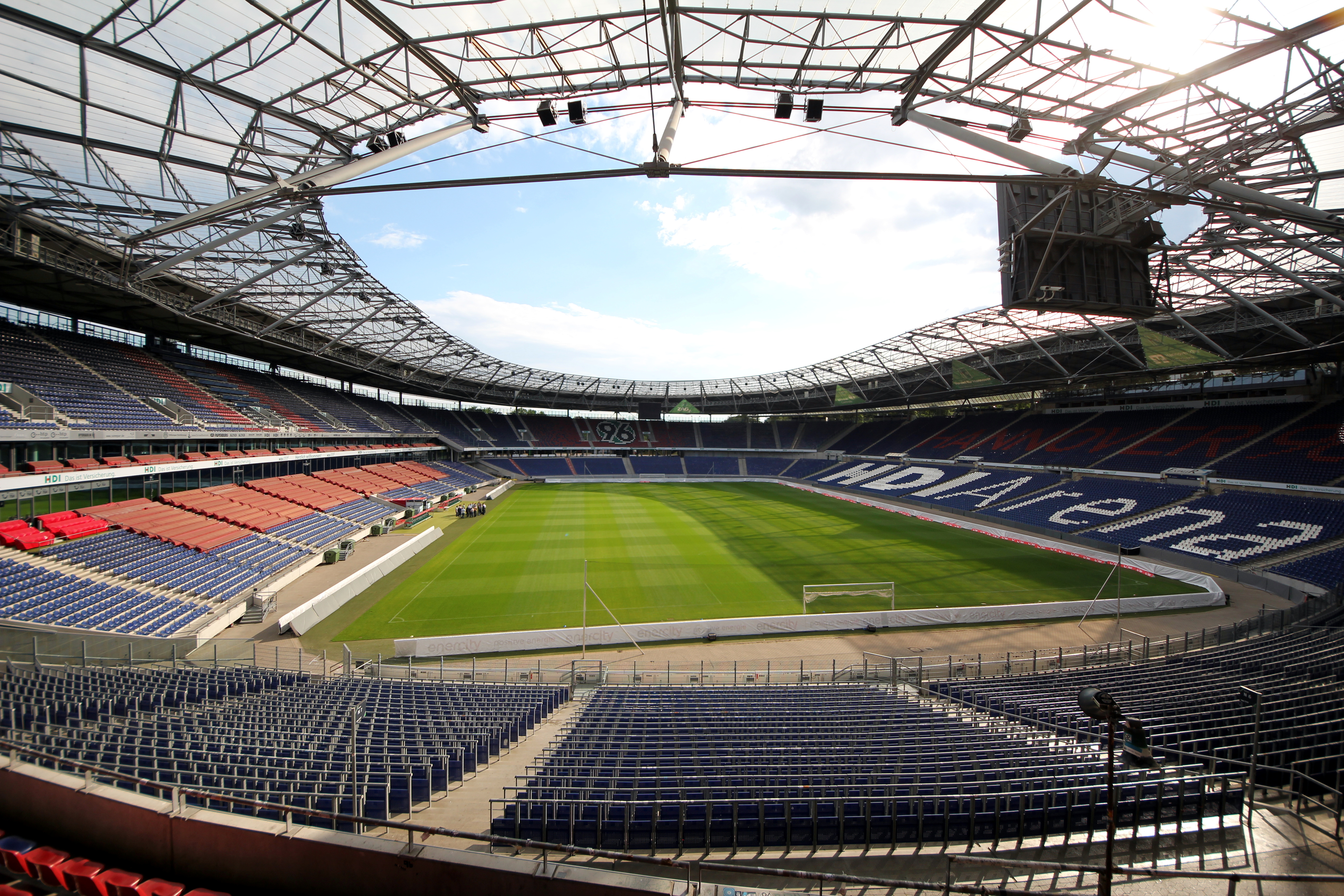